# Peru Abarca
Peru Abarca (1802) —cuyo título completo es El doctor Peru Abarca, catedrático de la lengua bascongada en la Universidad de Basarte, o Diálogos entre un rústico solitario bascongado y un barbero callejero llamado Maisu Juan— es una novela en euskera, obra cumbre del sacerdote y escritor vasco Juan Antonio Moguel Urquiza (1745-1804). Se publicó en 1881.
Esta obra está considerada la primera novela en euskera, y vino a demostrar las posibilidades que tenía la prosa vasca de ir más allá de su uso habitual en textos religiosos, como catecismos, devocionarios, etc.
La edición de Peru Abarca fue problemática. Moguel no llegó a ver su obra en las librerías, ya que se publicó 71 años después de su muerte (en 1804). Moguel la escribió en 1802 y en ella hace una defensa de la sociedad tradicional y rural del Antiguo Régimen y del mundo campesino, como única posibilidad para la regeneración del pueblo vasco. La publicación en castellano no se realizó hasta 1899.

## Clasificación
Está escrita en dialecto vizcaíno y tradicionalmente ha habido problemas para clasificarla, pues aunque es predecesora de la novela en euskera escrita, no se puede afirmar que cumpla las normas propias de ésta. La obra en sí no tiene trama; por lo tanto los personajes no forman una historia que tenga principio, desarrollo y final.
Las referencias espacio-temporales son mínimas y sin relevancia narrativa. Podría definirse como una narración que gira en torno de las vivas conversaciones entre los personajes.

## Argumento y estructura
La obra tiene la siguiente estructura externa:
1. Introducción en castellano.
2. Seis autos o conversaciones; en ellos se desarrolla el argumento.
3. Séptima conversación; no tiene relación alguna con lo que se podría llamar argumento pues es la conversación entre dos sacerdotes.

El argumento es el siguiente: el maestro Juan es un urbanita ignorante; Peru Abarca, en cambio, un hombre nacido y crecido en la «escuela» del caserío (Universidad de Basarte). Cada personaje es un reflejo de mundos totalmente distintos, en cuyo juego y conversación reside la clave de la obra. 
Elementos de este juego son:
- La personalidad de los dos personajes de la obra.
- El estudio de la manera de ser de estos personajes.
- La habilidad de realizar precisiones espacio-temporales (por muy escasas que sean) por medio de las conversaciones.
- El estudio de los usos y costumbres.
- El juego entre los distintos niveles conversacionales de los protagonistas.
- Comentarios acerca del euskera.
- La exposición del mundo desde el punto de vista rural.

## Personajes
El Maestro Juan no es más que maestro de nombre, pues frente a Peru no es más que un alumno. La obra se desarrolla en las conversaciones entre los dos personajes protagonistas: lo demás solo es contingente. Eso es el único rastro de argumento de la obra. 
La balanza entre ambos personajes, por decisión del propio autor, se inclina hacia el Maestro Juan quien, en su no poder e ignorancia, resulta más cercano al lector que el omnisapiente Peru. Juan resulta más realista a fin de cuenta que Peru, quien no comete error alguno. A pesar de ello, el autor mantiene el justo equilibrio y aprecio hacia sus personajes, pues aunque Peru pueda resultar algo pedante a veces, nunca parece sobrepasar el límite de lo excesivo.
- Peru Abarca: según la descripción del autor, "un campesino educado". Nacido y criado en el campo, llama a su "escuela de la vida" la "Universidad de Basarte". El estilo de vida típicamente rural de Perú se destaca por su apodo (abarka del  vasco  -  "zapato de cuero crudo"). Tiene un conocimiento profundo en muchas áreas, se distingue por la pedantería.

- Maisu Juan es un barbero callejero ignorante que aprende la sabiduría de la vida de Peru Abarca.

- Chomin (en vasco, Chomin: en ediciones modernas, Txomin), el hijo del Perú, en el tercer diálogo narra el "Cuento de dos ratones" insertado. Su nombre es un derivado vasco de Domingo.

- Francisca (en vasco, Praisca; en ediciones modernas, Fraiska), la sirvienta del dueño de la bodega.

- Juanis (en vasco, Juanis), amigo de Perú, nativo del País Vasco francés

- Chorgori (en vasco, Chorgori; en ediciones modernas, Txorgori) es un amigo guipuzcoano de Peru. Su nombre es un derivado vasco de Gregorio [5] .

- El hermano Pedro de Urlia (en vasco, Pedro de Urlija; en ediciones modernas, Pedro de Urlia) es un monje.

- Don Juan de Sandia (en vasco, Juan de Zandija; en ediciones modernas, Juan de Sandia) es un sacerdote.

## Crítica
La crítica tiene la obra de Peru Abarca como una de las de mayor calidad de la literatura en euskera debido a las siguientes características:
- Es una obra dirigida a un público meta algo por encima del nivel cultural medio, parece tener en cuenta las palabras de Axular.
- La obra muestra lo que se considera el «auténtico mundo euskaldún», siendo muy agradable para el lector alejado del mundo rural.
- La abundancia de conversaciones aligera una obra que de por sí tampoco es muy larga, acercándola al lector.
- Las conversaciones, además, el autor las convierte en elemento estilístico y base de la obra.
- El autor sustituye con acierto las breves expresiones de acción y tiempo con la riqueza del diálogo.
- Entre las distintas características que la crítica también alaba se encuentra la propia narración y el ritmo ligero.
- Los expertos subrayan también la importancia etnológica y también su valor para conocer el euskera mismo, debido al uso metalingüístico que se hace de esto.

Generalmente se considera que es una obra especialmente original por las siguientes razones:
- No existe otro precedente en la literatura universal de este tipo.
- Moguel se mueve con mucha libertad en las bases y el equilibrio que eligió, jugando con estas incluso.

## Influencias

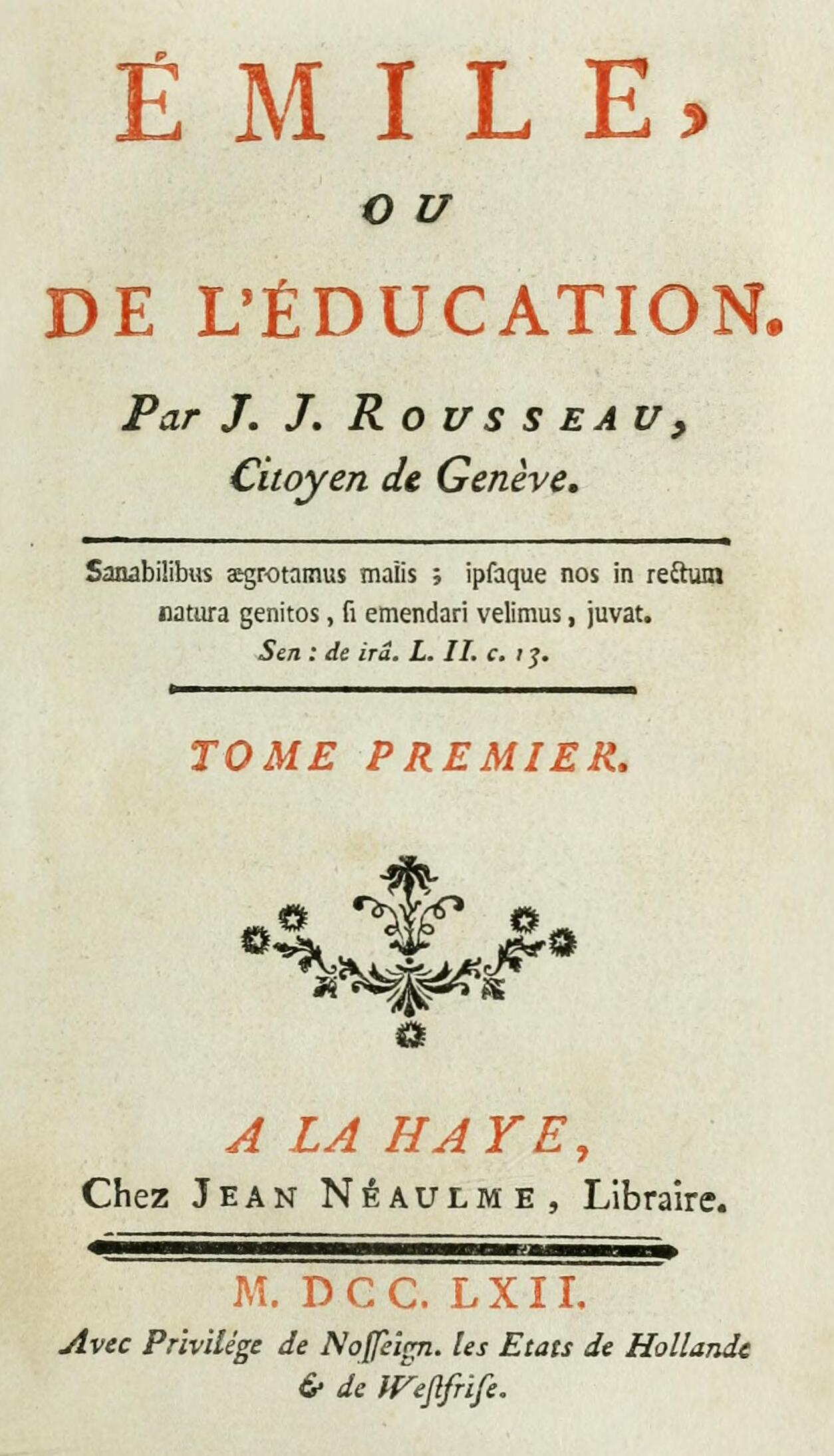
Portada de la primera edición del Emilio (1762) de Rousseau.

Entre las influencias recibidas por Moguel se suele subrayar lo parejo del personaje Peru con los protagonistas de la obra de Rousseau Emilio, o De la educación (1762), pues el mismo Emilio salvaje tiene cierto parecido con Peru, aunque es un parecido puesto en duda por los estudiosos por lo tenue que sería. Además Peru Abarca no recoge ninguna de las ideas de Rousseau, ni siquiera hay un acercamiento a los planteamientos renovadores del autor francés ya citado.
La crítica dice que la influencia de este autor en otros escritores vizcaínos ha sido más que considerable, empezando por su amigo Pedro Antonio Añibarro y Pablo Pedro Astarloa (1752-1806) y extendiéndose hasta los escritores del siglo XX; siendo considerado por la crítica como el precursor de la novela costumbrista. Entre los escritores religiosos, sus sermones y escritos religiosos —aparte de Peru Abarca— son también tenidos en estima.
Para finalizar hay que subrayar que la crítica relaciona Peru Abarca con los comienzos del romanticismo en euskera, pues aunque se escribió en 1802 tardó en extenderse entre los distintos escritores y para su primera publicación su influjo había marcado el romanticismo escrito en euskera.